# ラウハラ

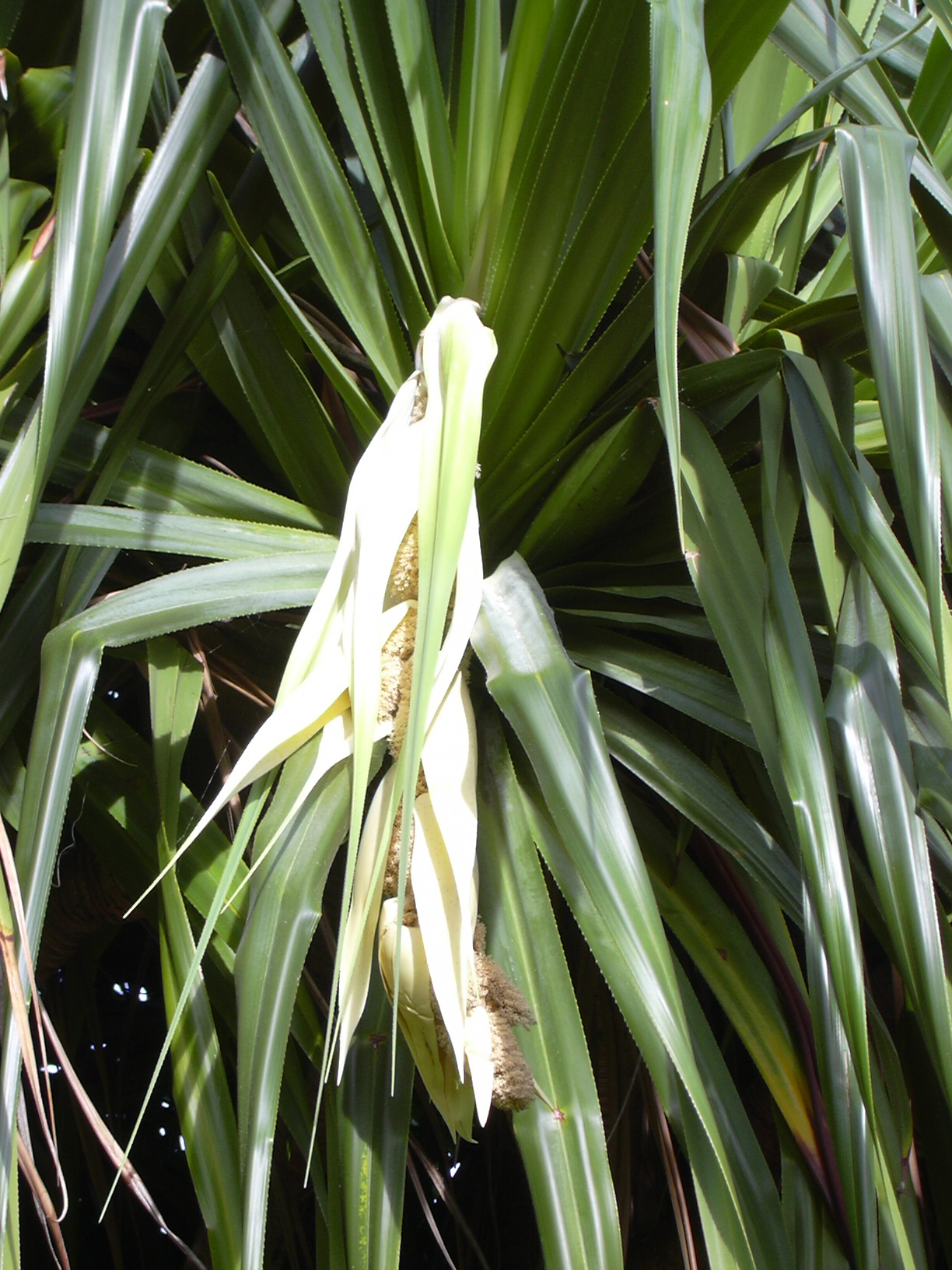
めずらしく花を付けたハラの木

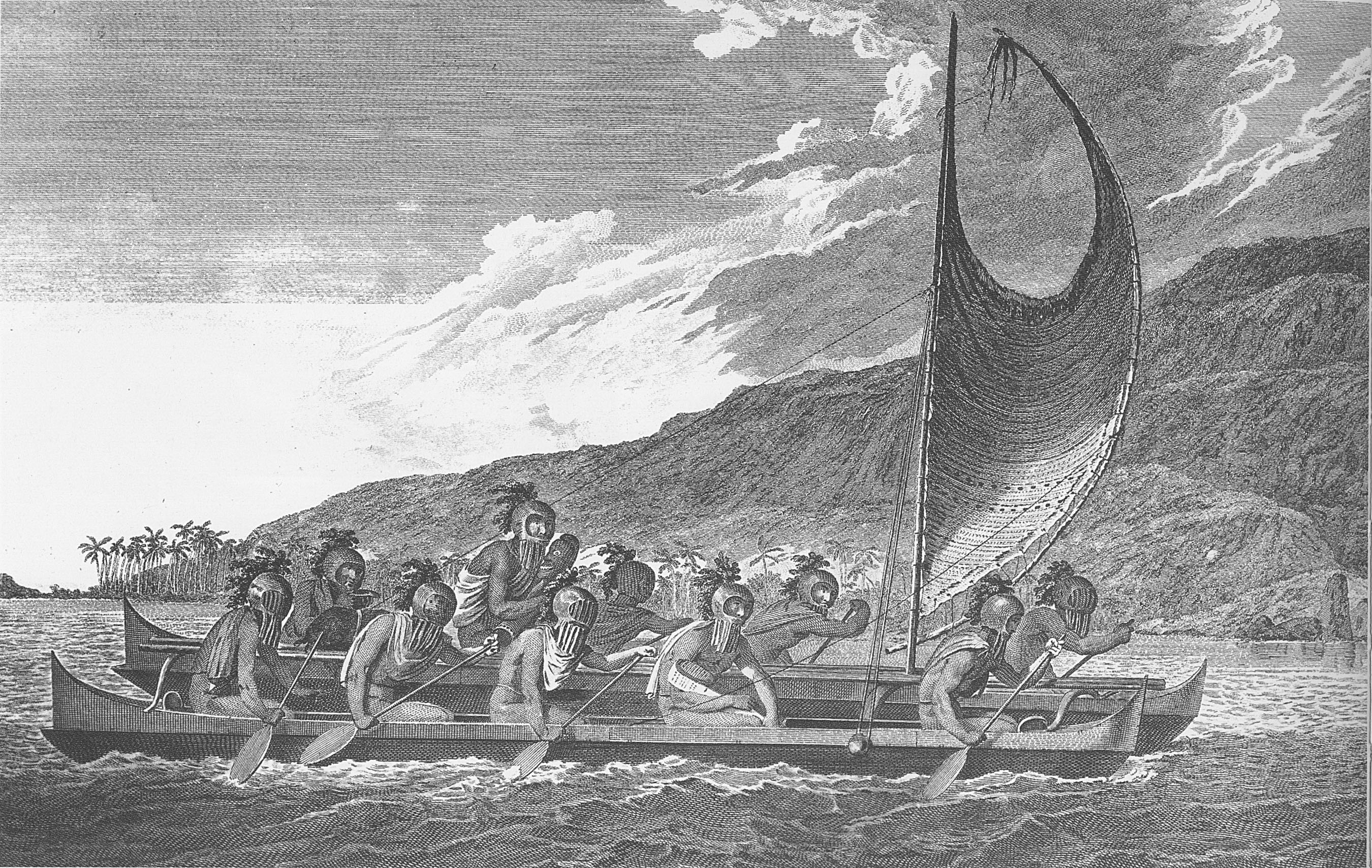
昔はラウハラでカヌーの帆を作って利用した（ハワイで）

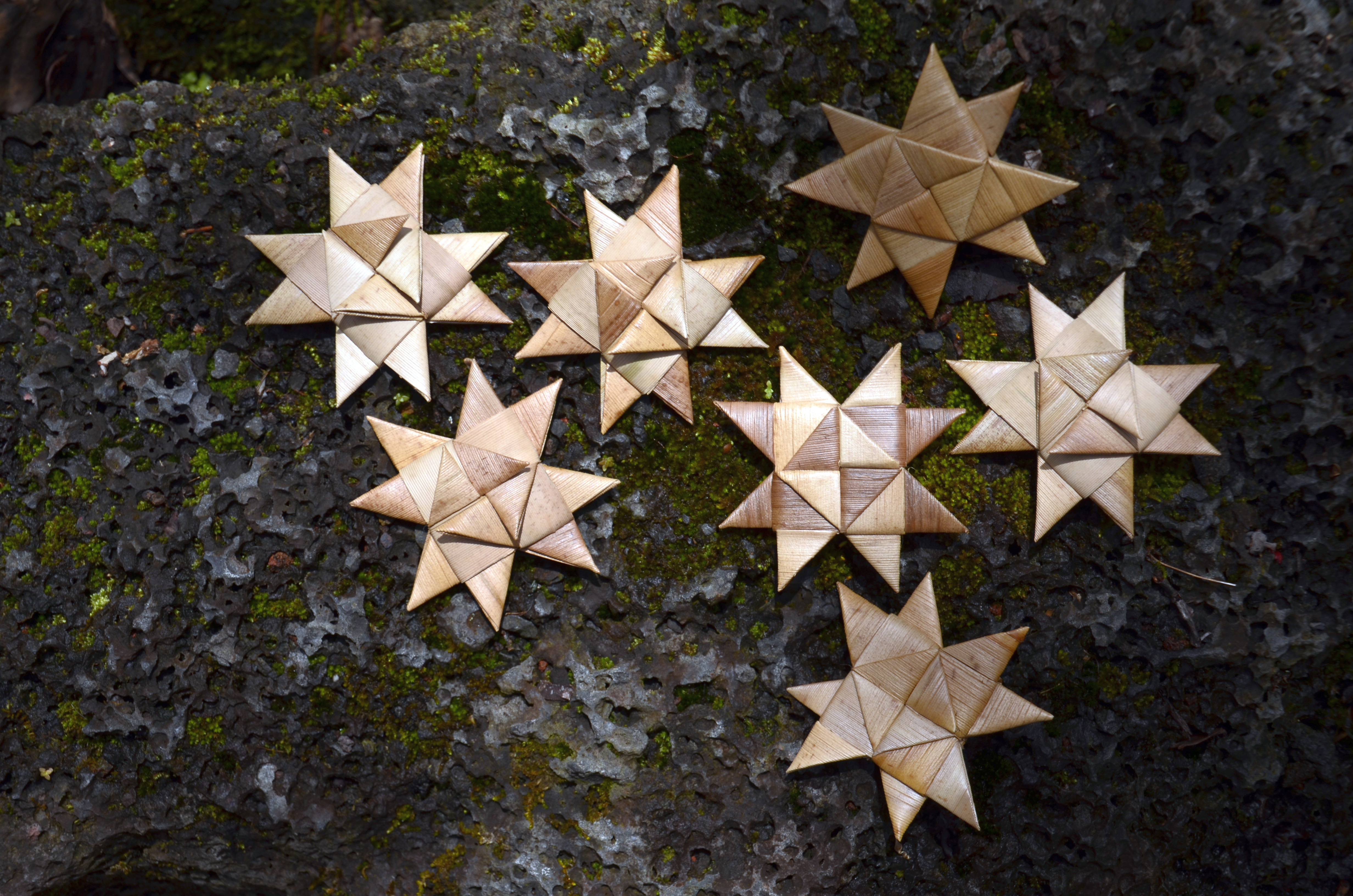
ラウハラで作ったフレーベル（Froebel star）

ラウハラ（英語: Lauhala）はハワイ語: Lau halaからきた言葉で、ハラの木（hala）の葉（lau）のことである。それを乾燥させてバスケットなど手芸品を編み、これはハラの木が自生するタヒチ、ハワイなどを含むポリネシア一帯でおこなわれている。
往時は大変な作業であったが、ラウハラで籠、敷物、帽子を作っただけでなく、カヌーの帆から草ぶき屋根まで、色々なものを作った。ラウハラ作りでは、ハワイ島のプナ地区が特に有名であった。
20世紀後半から始まったハワイ文化復興運動の時期にラウハラが見直されて、手芸品として現在も作られていて、芸術作品も作られるようになった。

## 参照項目
- カパ (Kapa) - ハワイの伝統的「布」